# شارع فهد السالم
شارع فهد السالم من أشهر طرق السياحية في دولة الكويت ، و يقع في قلب العاصمة الكويتية . يطل شارع فهد السالم على العديد من المجمعات التجارية و الفنادق منها مجمع المثنى ، مجمع الصالحية و فندق جي دبليو ماريوت .